# Gertrud Schaeffer
Gertrud Schaeffer auch Gertrude Schaeffer (* 1892 in Altona; † 1960 in Hamburg) war eine deutsche Malerin und Grafikerin.

## Leben
Gertrud Schaeffer besuchte die Mädchenschule in Altona; dort lernte sie Hertha Spielberg (1890–1977) kennen, mit der sie zusammen 1909 eine Ausbildung bei Arthur Illies an der Hamburger Kunstgewerbeschule absolvierte.
Seit 1918 arbeiteten und wohnten beide in einem Atelier im Curiohaus an der Hamburger Rothenbaumchaussee. Gemeinsam unternahmen sie Studienreisen nach Italien, Frankreich, Schweden und in die Niederlande. Zeitweise teilten sie sich die Wohnung auch mit der Malerin Paula Gans und der Fotografin Charlotte Rudolph. Mitte der 1920er Jahre trennten sie sich wieder.
Neben Figurenbildern, die dem Stil der Neuen Sachlichkeit verpflichtet waren, jedoch mit zum Teil kräftigen Farbkontrasten arbeiteten, schuf Gertrud Schaeffer in den 1950er Jahren abstrakte Farbkompositionen.

## Ausstellungen
2013 wurden einige ihrer Werke auf der Ausstellung Nachtmahre und Ruinenengel. Hamburger Kunst 1920 bis 1950. Werke aus der Sammlung Maike Bruhns, gezeigt, die im Kunsthaus Hamburg stattfand.